# Élections générales espagnoles de 1857
Les élections générales espagnoles de 1857 sont les élections à Cortès célébrées en Espagne le 25 mars 1857 durant le règne d'Isabelle II, au suffrage censitaire masculin.
La législature commence le 1er mai 1857 et prend fin le 16 juin de la même année.

## Contexte
Le 10 octobre 1866, Isabelle II destitua le général O'Donnell de la présidence du gouvernement, après seulement trois mois d'exercice. Elle nomma deux jours plus tard le modéré Narváez, lui aussi général.
Selon Josep Fontana la manière dont la reine fit connaître aux intéressés sa décision de changer le gouvernement — en choisissant le général modéré Narváez comme partenaire dans une danse au palais et non o’Donnell, épisode qui fut nommé « crise du rigodon » — illustre l’« extrême dégradation » de la politique espagnole et le à quel point « sa condition de monarchie constitutionnelle » était devenue « fictive ».
Le général Ramón María Narváez forma un gouvernement clairement réactionnaire qui intégrait des membres du Parti modéré, dont certains avaient participé à la révolution de 1854 mais qui l’avaient finalement reniée, comme Pidal et Cándido Nocedal. C’était précisément l’intention du gouvernement — revenir à la situation antérieure au Biennat progressiste —, ce qui rapidement se révéla impossible. Des modérés ultra-conservateurs faisaient également parti du cabinet, dont un ancien carliste, le général Urbiztondo. On dit alors que les membres les plus réactionnaires du gouvernement avaient été imposés à Narváez par la reine elle-même, encouragée par la camarilla cléricale menée par le père Claret.
L’une des premières décisions du nouveau gouvernement fut de rétablir pleinement la Constitution de 1845, qui avait été en vigueur au cours de la Décennie modérée (1844-1854), ainsi que la suspension du désamortissement — comme l’avait exigé la reine et qui avait constitué le principal motif de la chute d’O’Donnell — et le rétablissement de la legislation restrictive des modérés sur la presse et les municipalités. Le Concordat de 1851 avec l’Église catholique fut également restauré.
Après avoir gouverné par décret pendant plusieurs mois, Narváez considéra que le moment était venu de rétablir la normalité constitutionnelle et convoqua des élections pour le 25 mars 1857 en reprenant la loi électorale de 1846 — le nombre d’électeurs fut de nouveau réduit à environ 100 000 et les districts uninominaux restaurés —. La manipulation du scrutin par le gouvernement fut scandaleuse et les modérés obtinrent une majorité écrasante qui laissa les progressistes pratiquement sans représentation, si bien que ces derniers n’eurent de cesse de dénoncer la fraude électorale — comme le fait que des citoyens imaginaires avaient voté ou le recours à la violence de certains gouverneurs civils pour assurer le triomphe du candidat soutenu par le gouvernement ; un électeur progressiste affirma : « on m’a fait sortir de mon district sur ordre du gouverneur civil, sous la menace de me conduire au cachot si je ne sortais pas » —.
L’élection de Martínez de la Rosa, âgé de 70 ans, au poste de président du Congrès des députés et du marquis de Viluma comme président du Sénat, partisans de la charte octroyée (es) du Statut royal de 1834, fut la première preuve de la politique ultra-conservatrice qu’allait suivre le gouvernement. La confirmation définitive en fut faite le 17 juillet 1857, lors de l’approbation par les Cortès d’une loi qui réformait la Constitution dans un sens réactionnaire, étant donné qu’elle déclarait sénateurs héréditaires les membres de la grandesse d'Espagne et rétablissait le majorat, aboli 20 ans auparavant durant la révolution libérale. Tout indiquait que l’on souhaitait revenir à l’Ancien Régime. Le retour en arrière fut complété par une loi sur la presse portée par Nocedal qui qualifiée d’« emprisonnement de l’imprimerie » — et qui incluait également la censure des œuvres littéraires en établissant un « censeur spécial de romans » —.
Au cours du même mois de juillet 1857, les Cortès approuvèrent une loi des Bases qui permit quelques mois plus tard la promulgation de la loi sur l’Instruction publique promue par le ministre de l’Équipement (« Fomento ») Claudio Moyano — connue pour cette raison sous le nom de loi Moyano —, qui allait devenir la loi fixant le cadre légal du système éducatif espagnol durant plus d'un siècle. La loi autorisait les collèges religieux, qui allaient connaître un grand développement, et en application du Concordat de 1851 fut concédé à l’Église le droit d’inspecter les enseignements donnés aussi bien dans les écoles publiques que privées, afin de vérifier qu’ils étaient bien conformer avec la doctrine catholique.
Sur le plan des infrastructures, au cours du gouvernement Narváez et les deux gouvernements modérés qui lui succédèrent furent achevées deux chantiers publics d’importance, le canal de la droite de l'Èbre (es) et le canal d'Isabelle II, et le réseau télégraphique connut un développement important. De plus, le premier recensement de la population de l’histoire de l'Espagne fut réalisé en 1857.
La même année se produisit une grave crise de subsistance, provoquée par la rareté et la cherté du blé, qui se traduisit dans une forte augmentation de la conflictualité sociale, particulièrement en Andalousie. Le gouvernement la combattit en faisant des importations massives de céréales et, surtout, en ayant recours à la répression, autorisant les capitaines généraux et la police à mener des répressions et détentions arbitraires ; les autorités militaires chargées de la répression agirent sans discernement, fusillant des centaines de personnes. Cette politique fut dénoncée y compris par la bourgeoisie catalane, qui déclara que « le principe d’autorité n’est pas la crainte du sabre, mais le respect de la loi ».
Le gouvernement de Narváez chuta en octobre 1857, un an après sa formation, non pas à cause de la conflictualité sociale mais une intrigue de palais, liée à un amant de la reine.